# Juan Lucas Manzanares
Blahoslavený Juan Lucas Manzanares, řeholním jménem Braulio Carlos (10. prosince 1913, Cortiji-Lorca – 23. února 1937, Madrid), byl španělský římskokatolický řeholník Kongregace školských bratří a mučedník.

## Život
Narodil se 10. prosince 1913 v Cortiji-Lorca. Měl bratra, se kterým nastoupil do školy Kongregace školských bratří v Lorce. Roku 1928 vstoupil do postulátu Kongregace školských bratří v Griñónu, kde byl roku 1930 přijat do noviciátu s řeholním jménem Braulio Carlos. Roku 1931 byl dům v Griñónu evakuován a Braulio se svým bratrem museli odejít domů. Roku 1933 se vrátili zpět a Braulio byl poslán učit do Puente de Vallecas (Madrid).
Když v červenci 1936 vypukla španělská občanská válka, jeho řeholní kongregace byla cílem prvních útoků revolucionářů. Braulio se ukrýval v Azylu Nejsvětějšího Srdce, avšak po sedmi měsících 13. února 1937 jej přišli zatknout. Dne 23. února 1937 byl odvezen do „Cheka“, kde byl zastřelen. Jeho tělo identifikoval jeho bratr roku 1940.

## Proces blahořečení
Po roce 1990 byl v arcidiecézi Madrid zahájen jeho beatifikační proces spolu s dalšími 24 mučedníky Kongregace školských bratří a Řádu karmelitánů. Dne 19. prosince 2011 uznal papež Benedikt XVI. mučednictví této skupiny řeholníků. Blahořečeni byli 13. října 2013 ve skupině 522 mučedníků Španělské občanské války.